# Столкновения на западе Сирии (с 2024)
Столкновения на западе Сирии — продолжение Гражданской войны в Сирии после падения режима Асада.
После свержения Башара Асада в декабре 2024 года многие сирийские алавиты были уволены с государственной службы или арестованы новыми властями, отмечались случаи расправ над представителями общины. Это спровоцировало в марте 2025 года крупное вооруженное выступление сторонников бывшего президента Асада в провинции Латакия, в ходе подавления которого погибли более тысячи человек, большинство из которых — мирные жители.

## События января 2025 года
14 января 2025 года Сирийская обсерватория по правам человека (SOHR) сообщила, что мирные жители-алавиты из Таснина, расположенного в сельской местности Хомса, подверглись нападению со стороны вооружённых лиц, причисляющих себя к Командованию военных операций. По данным SOHR, боевики начали широкомасштабную операцию по задержанию в деревне с раннего утра до полудня 16 января. Несколько подозреваемых оказали сопротивление при аресте. В ходе операции нападавшие подожгли семь домов и убили шестерых мирных жителей. Многочисленные жители и старейшины деревни Таснин и близлежащих поселений пытались сообщить о бойне сирийской правительственной полиции и силам безопасности, но не получили никакого ответа с упоминанием насилия.
23 января 2025 года SOHR сообщил, что Командование военных операций начало широкомасштабную кампанию по обеспечению безопасности в сотрудничестве с местными боевиками в деревнях Аль-Хамам, Аль-Гозайла и Аль-Гарбия в сельской местности к западу от Хомса. В ходе операции четыре мирных жителя были убиты без суда и следствия, десять мирных жителей получили ранения, ещё пятеро были арестованы. Военные оскорбляли и нападали на других жителей деревни, заставляя некоторых лаять и реветь, как животные. Военные также разрушили несколько деревенских надгробий.

## События марта 2025 года
7 марта 2025 года в провинции Латакия, как сообщило государственное информационное агентство Сирии SANA, противники новых властей напали на военные объекты. В частности, столкновения произошли в городе Джабла, а в Тартусе начались антиправительственные протесты, для их подавления открыли стрельбу. В городе был введён комендантский час.
9 марта на газовой электростанции в портовом городе Банияс в провинции Тартус также произошли столкновения.
Многие алавиты, в основном мирные жители, укрылись на российской военной авиабазе в Хмеймиме. Правительственные силы начали проводить рейды для выявления вооруженных противников режима.
По данным Сирийского центра мониторинга за соблюдением прав человека, за 6 марта в провинции Латакия были убиты 48 человек, из которых 24 — повстанцы, 20 — представители правительственных сил, остальные — мирные жители. 7 марта число убитых увеличилось до 70. 35 из них — представители правительственных сил, 32 — повстанцы, остальные — мирные жители.
К 9 марта, по данным Сирийского центра мониторинга за соблюдением прав человека, число погибших превысило 1 тыс. человек. Из них 745 убитых были мирными жителями, большинство из которых расстреляли с близкого расстояния. Еще 125 погибших — представители правительственных сил безопасности. Также убиты 148 боевиков из вооруженных антиправительственных групп.